# Asemostera latithorax
Asemostera latithorax är en spindelart som först beskrevs av Eugen von Keyserling 1886.  Asemostera latithorax ingår i släktet Asemostera och familjen täckvävarspindlar. Inga underarter finns listade i Catalogue of Life.